# Mario Nascimbene
Mario Nascimbene (28 de noviembre de 1913 - 6 de enero de 2002) fue uno de los compositores de bandas sonoras de películas italianas más conocidos del siglo XX. Su carrera abarcó seis décadas, tiempo durante el cual obtuvo varios premios por los contenidos innovadores de su estilo compositivo. Durante su carrera compuso bandas sonoras para más de 150 películas. 

## Biografía
Nascimbene estudió composición y dirección de orquesta en el Conservatorio Giuseppe Verdi de Milán bajo la dirección de Ildebrando Pizzetti. Tras graduarse, escribió varias piezas para música de cámara y ballet.
Recibió el encargo de escribir la banda sonora de la película "L'amore canta", dirigida en 1941 por Ferdinando Maria Poggioli, y el éxito de esta película le abrió las puertas de una carrera completamente nueva. Fue uno de los pocos compositores italianos cuya carrera se basó exclusivamente en la creación de música para el cine.
Fue particularmente apreciado por la innovación revolucionaria de incorporar los sonidos de instrumentos no orquestales como el de un arpa de boca o una armónica, así como ruidos cotidianos como el tic-tac de un reloj, el timbre de una bicicleta o el sonido de máquinas de escribir en una partitura musical, con el fin de subrayar algunas escenas cinematográficas particulares.
Después de la Segunda Guerra Mundial desarrolló una asociación artística con directores de cine italianos como Giuseppe De Santis y Roberto Rossellini. Su trabajo fue aclamado en los Estados Unidos, donde fue invitado a Hollywood para componer las bandas sonoras de películas famosas, entre ellas La condesa descalza dirigida por Joseph L. Mankiewicz en 1954, Alejandro Magno dirigida por Robert Rossen en 1956, Los vikingos dirigida por Richard Fleischer en 1958 y Solomon y la reina de Saba dirigida por King Vidor en 1959. Estas partituras fueron dirigidas por Franco Ferrara, el gran director y profesor de dirección en muchas academias de música de todo el mundo. De vuelta a Italia, comienza una larga relación profesional con el director de cine Valerio Zurlini.

## Premios
Durante su carrera, Mario Nascimbene ganó tres premios Nastro d'Argento a la mejor música: en 1952 por <i>Roma 11:00</i>, en 1960 por <i>Verano violento</i> y en 1968 por Pronto... c'è una certa Giuliana per te. También fue nominado al premio David di Donatello en 1990 por su trabajo en Blue Dolphin-l'avventura continua. Aunque no ganó el premio ese año, Nascimbene recibió el premio honorífico David di Donatello a toda una carrera en 1991 en honor a los logros de su vida en la música de cine.
 

## Filmografía
- Redenzione (1943) dirigida por Marcello Albani
- Capitan Demonio (1950) dirigida por Carlo Borghesio
- Operazione Mitra (1951) dirigida por Giorgio Cristallini
- È l'amor che mi rovina (1951) dirigida por Mario Soldati
- Vacanze col gangster (1951) dirigida por Dino Risi
- Roma, ore 11 (1952) dirigida por Giuseppe De Santis
- Le Avventure di Mandrin (1952) dirigida por Mario Soldati
- Il Sogno di Zorro (1952) dirigida por Mario Soldati
- L'età dell'amore (1953) dirigida por Lionello De Felice
- L'amore in città (1953) dirigida por Carlo Lizzani, Michelangelo Antonioni, Dino Risi, Federico Fellini, Francesco Maselli, Cesare Zavattini y Alberto Lattuada
- La condesa descalza (1954) dirigida por Joseph L. Mankiewicz
- Ballata tragica (1954) dirigida por Luigi Capuano
- Luna nova (1955) dirigida por Luigi Capuano
- Alejandro Magno (1956) dirigida por Robert Rossen
- Adiós a las armas (1957) dirigida por Charles Vidor
- The Quiet American (1958) dirigida por Joseph Leo Mankiewicz
- Los vikingos (1958) dirigida por Richard Fleischer
- Un lugar en la cumbre (1959) dirigida por Jack Clayton
- Subway in the Sky (1959) dirigida por Muriel Box
- Salomón y la reina de Saba (1959) dirigida por King Vidor
- Estate violenta (1959) dirigida por Valerio Zurlini
- Scent of Mystery (1960) dirigida por Jack Cardiff
- Cartagine in fiamme (1960) dirigida por Carmine Gallone
- Hijos y amantes (1960) dirigida por Jack Cardiff
- Costantino il grande (1961) dirigida por Lionello De Felice
- Le baccanti (1961) dirigida por Giorgio Ferroni
- Romanoff and Juliet (1961) dirigida por Peter Ustinov
- Francisco de Asís (1961) dirigida por Michael Curtiz
- Giuseppe venduto dai fratelli (1961) dirigida por Irving Rapper
- The Happy Thieves (1961) dirigida por George Marshall
- I mongoli (1961) dirigida por André de Toth y Leopoldo Savona
- Barrabás (1961) dirigida por Richard Fleischer
- Jessica (1962) dirigida por Jean Negulesco
- Il cambio della guardia (1962) dirigida por Giorgio Bianchi
- Light in the Piazza (1962) dirigida por Guy Green
- Il disordine (1962) dirigida por Franco Brusati
- I lancieri neri) (1962) dirigida por Giacomo Gentilomo
- Axel Munthe – Der Arzt von San Michele (1962) dirigida por Giorgio Capitani, Rudolf Jugert y Georg Marischka
- L'Arciere delle Mille e Una Notte (1962) dirigida por Antonio Margheriti
- La congiura dei dieci (1962) dirigida por Étienne Périer y Baccio Bandini
- Il processo di Verona (1963) dirigida por Carlo Lizzani
- Le soldatesse (1965) dirigida por Valerio Zurlini
- Where the Spies Are (1965) dirigida por Val Guest
- One Million Years B.C. (1966) dirigida por Don Chaffey
- Se tutte le donne del mondo... (Operazione Paradiso) (1966) dirigida por Henry Levin
- Doctor Faustus (1967) dirigida por Richard Burton y Nevill Coghill
- The Vengeance of She (1968) dirigida por Cliff Owen
- Commandos (1968) dirigida por Armando Crispino
- Al-Mummia (1969) dirigida por Shadi Abdel Salam
- Story of a Woman (1970) dirigida por Leonardo Bercovici
- Cuando los dinosaurios dominaban la tierra (1970) dirigida por Val Guest
- Creatures the World Forgot (1971) dirigida por Don Chaffey
- Eneide (1971) dirigida por Franco Rossi
- La primera noche de la quietud (1972) dirigida por Valerio Zurlini
- Anno uno (1974) dirigida por Roberto Rossellini